# Grand (Vosgi)
Grand è un comune francese di 84 abitanti situato nel dipartimento dei Vosgi nella regione del Grand Est.

## Storia
Il nome Grand , in latino Granum, viene dal dio celtico della salute Granno o Grannus, un cui santuario vi si trovava. Questo dio è lo stesso che diede il nome ad Aquisgrana. Granum era una città-santuario importante, come Epidauro o Delfi, come attestano i monumenti rimasti. L'anfiteatro poteva contenere  17.000 posti a sedere ed era uno dei più grandi dell'Impero Romano. Vi era poi un'antica basilica con un pavimento a mosaico a motivi geometrici con una scena di teatro al centro, di 232 m², uno dei più grandi d'Europa.
- 70-140: Costruzione del santuario gallo-romano dedicato a Apollo-Grannus, identificazione di un dio romano e uno celtico.
- 213: Visita dell'imperatore Caracalla
- 309: Visita dell'imperatore Costantino I, che vi avrebbe avuto una visione di Apollo accompagnato dalla Vittoria, che gli avrebbero profetizzato trent'anni di regno. Secondo alcuni storici Costantino avrebbe adottato in questo periodo il culto solare del Sol Invictus e iniziato a coniare monete a lui dedicate.
- 362: Secondo una tradizione medievale martirio di san Élophe e di san Libaire durante l'impero di Giuliano.

## Società

### Evoluzione demografica
Abitanti censiti